# Ireneusz Załóg
Ireneusz Załóg (ur. 2 listopada 1970 w Siemianowicach Śląskich) – polski lektor, aktor filmowy, telewizyjny, głosowy i dubbingowy, reżyser dubbingu, właściciel firmy IZ-Text, zajmującej się udźwiękowieniem filmów fabularnych i dokumentalnych, bajek dla dzieci oraz reklam. Współpracował z Teatrem Korez, gdzie jego debiutem był Homlet, a później wystąpił w Meczu na podstawie sztuki Bądź mi opoką Barrie Keeffe’a.

## Reżyser dubbingu
- 2009: Jimmy Cool
- 2008: Iron Man: Armored Adventures
- 2008: Monster Buster Club
- 2007: Iggy Arbuckle
- 2007: Rajdek – mała wyścigówka – (druga wersja dubbingu)
- 2007: Johnny Kapahala: Z powrotem na fali
- 2006: Wendy Wu
- 2006–2007: Pucca
- 2004–2006: W.I.T.C.H. Czarodziejki
- 2001–2008: Odlotowe agentki (odc. 1-117)
- 2001–2002: Król szamanów
- 2001: Nowe przygody Lucky Luke’a
- 1998: Jerry i paczka
- 1998: Faceci w bieli
- Dim, Dam, Doum

## Polski dubbing
- 2009: Zeke i Luther
- 2009: Jimmy Cool
- 2008: Iron Man: Armored Adventures – Howard Stark
- 2008: Transformers Animated – Bulkhead
- 2008: Bobobo-bo Bo-bobo – Korniszon
- 2007: Rajdek – mała wyścigówka – (druga wersja dubbingu) – Narrator, Tin Top, Luzik, Rdzawek,
- Pan Gaźnikolo,
- Pan Jarzynka,
- Krecik,
- 2007: Johnny Kapahala: Z powrotem na fali
- 2006: Wendy Wu
- 2006–2007: Szkoła Shuriken – Marcos
- 2006–2007: Pucca
- 2005–2006: Planeta Sketch – Ninja Złota Rączka
- 2004–2006: W.I.T.C.H. Czarodziejki – różne głosy
- 2004–2006: Mroczna przepowiednia –
  - przyjaciel Hutcha (odc. 1),
  - wuefista (odc. 2),
  - jeden z druidów (odc. 2),
  - jeden z uczniów naśmiewających się z Lance’a (odc. 4),
  - jeden z Alter uczniów naśmiewających się z Blaze’a (odc. 4),
  - mężczyzna na widowni (odc. 5),
  - kruk Doyle’a (odc. 6),
  - Alter Doyle (fragment – błąd dubbingu, odc. 8),
  - jeden z dostawców (odc. 11),
  - Fred (odc. 17),
  - Drew (odc. 18),
  - Jordan (odc. 18),
  - Jared (odc. 18),
  - Jamie (odc. 18),
  - Jesse (odc. 18),
  - ciemnoskóry chłopak, który brał udział w przesłuchaniach (odc. 19),
  - Harvey (odc. 25)
- 2003–2006: Sonic X –
  - Sonic,
  - różne głosy
- 2002–2006: MegaMan NT Warrior – ElecMan
- 2002–2006: Dziwne przypadki w Blake Holsey High –
  - Profesor Zachary,
  - uczniowie (odc. 1-17, 19-25, 29),
  - głos z radia policyjnego (odc. 8),
  - Marshall Wheeler (jedna scena – błąd dubbingu, odc. 16),
  - uczniowie z lustrzanego wymiaru (odc. 23),
  - Profesor Zachary (lustrzany wymiar) (odc. 23),
  - przeciwnik Vaughna (odc. 24),
  - Lefler (odc. 24),
  - Lucas Randall (jedna scena – błąd dubbingu, odc. 24),
  - Vaughn Pearson (fragment – błąd dubbingu, odc. 24),
  - pracownicy z Pearadyne (odc. 25),
  - system alarmowy laboratoriów Pearadyne (odc. 27),
  - Tyler w postaci profesora Zachary’ego (odc. 31),
  - jeden z pracowników laboratoriów Pearadyne (odc. 37),
  - ojciec Blake’a (odc. 38)
- 2001–2008: Odlotowe agentki – różne głosy
- 2001–2002: Król szamanów –
  - Len Tao,
  - różne głosy
- 2001–2002: Wunschpunsch – różne głosy
- 1999–2001: Wyścigi NASCAR –
  - Komentator wyścigów,
  - prezenter Mike Hauger,
  - Tanker,
  - Kent „Demolisher” Steele,
  - strażnik więzienia (odc. 13),
  - ojciec Stuntsa (odc. 26)
- 1998: Jerry i paczka – różne głosy
- Dougie w przebraniu
- Krówka Connie
- Wobbly Land
- Oswald – Oswald
- Magiczny klucz
- 1981: 1982: 1991: 1994: 1997: 2003: 2004 Listonosz Pat – Listonosz Pat
- Prosiaczek Cienki – Kogut
- Rubbadubbers – Terence
- Hoobland
- Dim, Dam, Doum
- Sindbad